# 福原 (北海道の企業)
株式会社福原（ふくはら、Fukuhara）は、道東の十勝・釧路・根室地方を中心に「フクハラ」などの屋号でスーパーマーケットを展開するアークスグループの企業。CGCグループに加盟している。

## 概要

### 創業から帯広地区の大手食品スーパーへ
福原治平が1947年（昭和22年）に鹿追店を開業したのが始まりである。
1958年（昭和33年）5月に株式会社福原商店設立「株式会社福原商店」として法人化した。
1960年（昭和35年）に福原商店が鹿追町の店舗を改装して「鹿追フードセンター」を開店してセルフサービス方式のスーパーマーケット事業へ参入した。このスーパーマーケット「現金販売の代わりに全商品を1割引き」を旗印にセルフサービス方式の普及を目指した。
1967年（昭和42年）には帯広初進出、1968年（昭和43年）には経営の苦しくなった釧路のスーパーを吸収合併して十勝管外進出を果した。
1995年（平成7年）2月に美幌町のスーパー「株式会社うらべ」の全株式と同社の不動産管理部門である「浦部産業株式会社」の株式を取得して子会社化し、北見・網走管内への進出も図った。
出店地域を徐々に拡大したものの、ドミナント戦略と呼ばれる出店地域を限定して地域内での占拠率を高める方式を採り、規模の拡大よりも収益性を重視する効率性の高い運営を目指し、自己資本比率の比較的高い強靱な財務体質を築いた。
こうした経営方針もあり、本拠地である帯広地区では、「ダイイチ」や「いちまる」、「オーケー（フジトモ）」の間では出店する地区を事実上すみ分けて商圏が重なることに伴う過当競争を避け、共存共栄する暗黙の合意があったと言われている。その結果、福原は帯広の地場資本のスーパーマーケットでは最大手となり、1999年（平成11年）の北海道内のスーパーマーケット上位20社に福原に加えて「ダイイチ」と「いちまる」の帯広地区3社が入ることになった。

### ラルズとの経営統合
株式会社ラルズ（当時、現在の株式会社アークス）が、福原の本拠地である帯広地区に進出する話が具体化したことで、同じ帯広を拠点とするの「いちまる」が競合を回避したいとして、2000年（平成12年）1月27日に「ラルズ」と資本・業務提携することで合意したことを発表し、同年5月末をめどに第三者割当増資により「ラルズ」が「いちまる」の発行済み株式の20%を取得することになった。この資本・業務提携は「ラルズ」が20%の株式を取得して「いちまる」を持ち分法の適用対象とする形であったため、「ラルズ」の帯広地区への事実上の進出として大きな衝撃を受けることになった。
ところが、2002年（平成14年）5月13日に福原とラルズの間で経営統合に関する覚書を締結し、持株会社を設立して共にその傘下に入る形で経営統合することを発表した。この経営統合が発表された際にラルズの横山社長はいちまるにも参加してもらえる形になるようにしたいと会見の場でも合流を呼び掛け、「いちまる」も持株会社への参加について検討中としていた。しかし、「ラルズ」側が経営統合の具体的な条件提示を行わなかったうえ、同地区でより規模の大きな当社が先に統合を決めた所に参画することになることで事実上傘下に入る形になることへの抵抗があったことから「いちまる」は経営統合で誕生するアークスグループへの参画を見送ることになった。
同年11月1日に株式会社アークス（旧・株式会社ラルズ）を持株会社として、株式会社ラルズ（株式会社アークスから事業を引き継いだ二代目でアークス子会社）と株式会社福原（株式交換でアークス子会社）の2社を傘下に入れる形で経営統合となった。
この経営統合に参加しなかった「いちまる」は地場資本のスーパーマーケットとしての運営継続を目指すことを表明し、12月11日に取引先などに対して2003年（平成15年）2月末でアークスの共同仕入れから離脱することを伝え、事実上提携を解消することになった。同社は最終的にイオングループに買収され、企業としてもブランドとしても消滅することとなる。
アークスグループの事業再構築・子会社店舗の地域別再編成として、2005年（平成17年）2月期に株式会社道東ラルズ（現在の株式会社道東アークスの前身企業）へ北見地区の4店舗、株式会社ラルズへ恵庭市に2店舗を移管し、株式会社道東ラルズからビッグハウス釧路店（釧路市）の移管を受けた。

## 年表
- 1947年（昭和22年） - 十勝管内鹿追町にて創業[3]。
- 1958年（昭和33年）5月[4] - 株式会社福原商店を設立[3] - 法人組織に改組。
- 1960年 - 鹿追町の店舗を改装し、セルフサービス方式スーパーマーケット「鹿追フードセンター」を開店[6]。
- 1965年（昭和40年） - ホテル福原荘（現・ホテル福原）開業[6]。
- 1967年（昭和42年） - 帯広市に進出[7][6]。
- 1968年（昭和43年） - 釧路地区に進出[6]。
- 1973年（昭和48年） - 本社を帯広市に移転[6]。
- 1989年（平成元年） - CIを導入し、社名（商号）を株式会社福原に変更[6]（ストアネーム（屋号）を「フクハラ」に変更）。
- 1994年（平成6年）3月29日 - 日本証券業協会に株式を公開[18]。
- 2002年（平成14年）
  - 5月13日 - 「ラルズ」と経営統合に関する覚書を締結[12]。
  - 10月28日 - 上場廃止。
  - 11月1日 - 株式会社ラルズと経営統合[15]。株式会社ラルズが株式会社アークスに商号変更し純粋持株会社となり、事業は完全子会社の（新）株式会社ラルズへ譲渡。株式会社福原は、株式交換により、株式会社アークスの完全子会社となる。
- 2004年（平成16年）10月 - 北見地区の4店舗を株式会社道東ラルズ（株式会社道東アークスの前身）へ、恵庭市の2店舗を株式会社ラルズへ営業譲渡。株式会社道東ラルズから釧路市のビッグハウス釧路店の営業授受。
- 2016年（平成28年）1月 - 輸入豚肉の一部を「北海道産」と表示し販売していた産地偽装が発覚（後述）。
- 2019年（平成31年）4月 - 福原が運営する初の「スーパーアークス」業態店舗として、スーパーアークス鳥取大通店が開店した。

## 店舗
特記のないものは店舗ブランドは「フクハラ」。

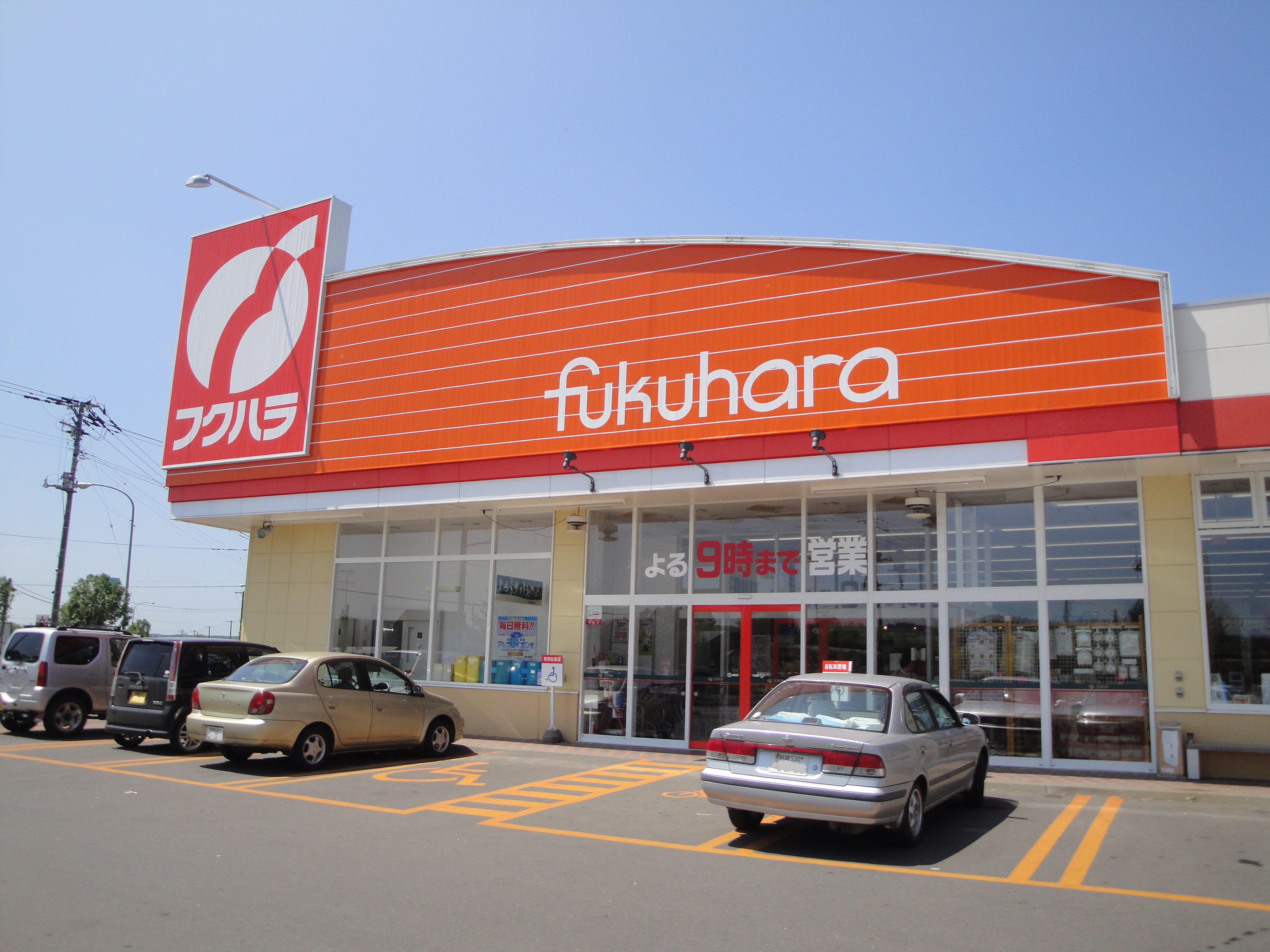
フクハラ標茶店
（川上郡標茶町）

大型店舗は「ぴあざフクハラ」とうブランドを使用している他、その他アークスグループ共通のディスカウントブランドである「ビッグハウス」や「スーパーアークス」も運営している。
2024年2月18日、春採店を「ハピネスマート春採店」と改称、チラシを用いず毎日求めやすい価格を設定するEDLP型の店舗に転換した。
帯広市内
- 自由が丘店
- いっきゅう店（1985年（昭和60年）11月開店[21]。1997年（平成9年）に[22]2番館を増設した[23]。2009年（平成21年）12月に写真専門のギャラリー「いっきゅうフォトギャラリー」を開設した[24]。）
- 西12条店（2009年（平成21年）10月移転新築[25]）
- 西15条店
- 弥生店（西7条南29丁目[26]、店内にしまむらが出店[26]）
- ぴあざフクハラ西帯広店（西23条南3丁目[26]、2000年（平成12年）12月開店[21]）
- ぴあざフクハラ西18条店（西18条北1丁目[27]、24時間営業店舗。帯広大谷短期大学生活科学科の学生が考案したヘルシー弁当を2009年（平成21年）11月24日から発売した[27]。）

十勝地区
- 新得店（1962年（昭和37年11月）セルフサービス方式による新得フードセンターとして開業[28]
- 清水店
- 屈足店（1950年（昭和25年）法人化前の支店第一号として開設。[29]（1962年（昭和37年7月）セルフサービス方式による屈足フードセンターとなる。[28]
- 鹿追店
- 芽室店（「有限会社ショッピングモールめむろ」が1998年（平成10年）11月に開設した再開発ビルの核店舗として出店[30]。）
- 幕別店
- 若草店
- 大樹店（2000年（平成12年）8月に雪印乳業（現・雪印メグミルク）大樹工場で製造していた脱脂粉乳から黄色ブドウ球菌の毒素が検出された[31]際には、地元顧客の要望などを考慮して当地区にある雪印製品の販売を他店と共に続けた[32]。）
- るる店（2014年（平成26年）11月1日に広尾店と統合し、るるマート店から店名変更[33]。）
- 浦幌店
- 池田店
- 本別店
- 足寄店（2006年（平成18年）3月開店[21]）
- すずらん台店　（2010年（平成22年）11月開店[21]）
- ぴあざフクハラ音更店（音更町木野大通東16[26]、1994年（平成6年）7月開店[21]、2002年（平成14年）増床、店内にしまむらが出店[26]）
- ぴあざフクハラ札内店（幕別町札内青葉町307[27]、1992年（平成4年）9月開店[21]、2008年（平成20年）9月隣接地へ移転。帯広大谷短期大学生活科学科の学生が考案したヘルシー弁当を2009年（平成21年）11月24日から発売した[27]。）

釧根地区
- ぴあざフクハラ星が浦店 （1995年（平成7年）12月開店[34]。2021年(令和3年)10月22日、売場面積を拡大して改装オープンし、同年11月には店舗フードコート内に道東地区で初のピザーラスタイルが開店した[35]。）
- 双葉店
- 愛国店（2004年（平成16年）3月に移転新築[36]）
- 中園店（2002年(平成14年)3月29日にスーパーまつだ跡に開店[37]。2011年（平成23年）4月16日に閉店し[38]、同一敷地にて建替えて[38]ツルハなどの入居する4棟からなるショッピングセンターとなり[39]、同年11月新装開店）
- 光和店
- ハピネスマート春採店（2024年(令和6年)2月18日にフクハラ春採店から転換[20]）
- 昭和店
- 桂木店 （1996年（平成8年）3月開店[34]）
- 春日店 （1996年（平成6年）3月開店[40]）
- 武佐店
- 公立大前店（2010年（平成22年）4月開店[21]。2010年（平成22年）1月に経営破綻した妹尾商店が運営していたセオチェーン[41]の店舗であった。）
- 摩周店（2003年（平成15年）8月24日で閉店した「ショッピングプラザ摩周」の後継店舗として開業した[42]。）
- 標茶店（2005年（平成17年）7月開店[21]）
- 厚岸店（2006年（平成18年）10月26日開店[43]）
- 中標津店（2005年（平成17年）6月に閉店した[44]東武の店舗を解体され[45]、その跡地に2008年（平成20年）4月26日に開店した[46]。）
- 別海店（2009年（平成21年）3月開店[21]）
- スーパーアークス鳥取大通店（近接地にあったビッグハウス釧路店より移転・改称し2019年4月27日開店）
- スーパーアークス中標津店 （ビッグハウス中標津店として2004年（平成16年）12月開店[21]。2023年6月7日にスーパーアークスに転換開業[47]）
- ビッグハウス旭町店 (2011年（平成23年）4月23日開店[48]）

### 企業としての福原が運営しない「フクハラ」

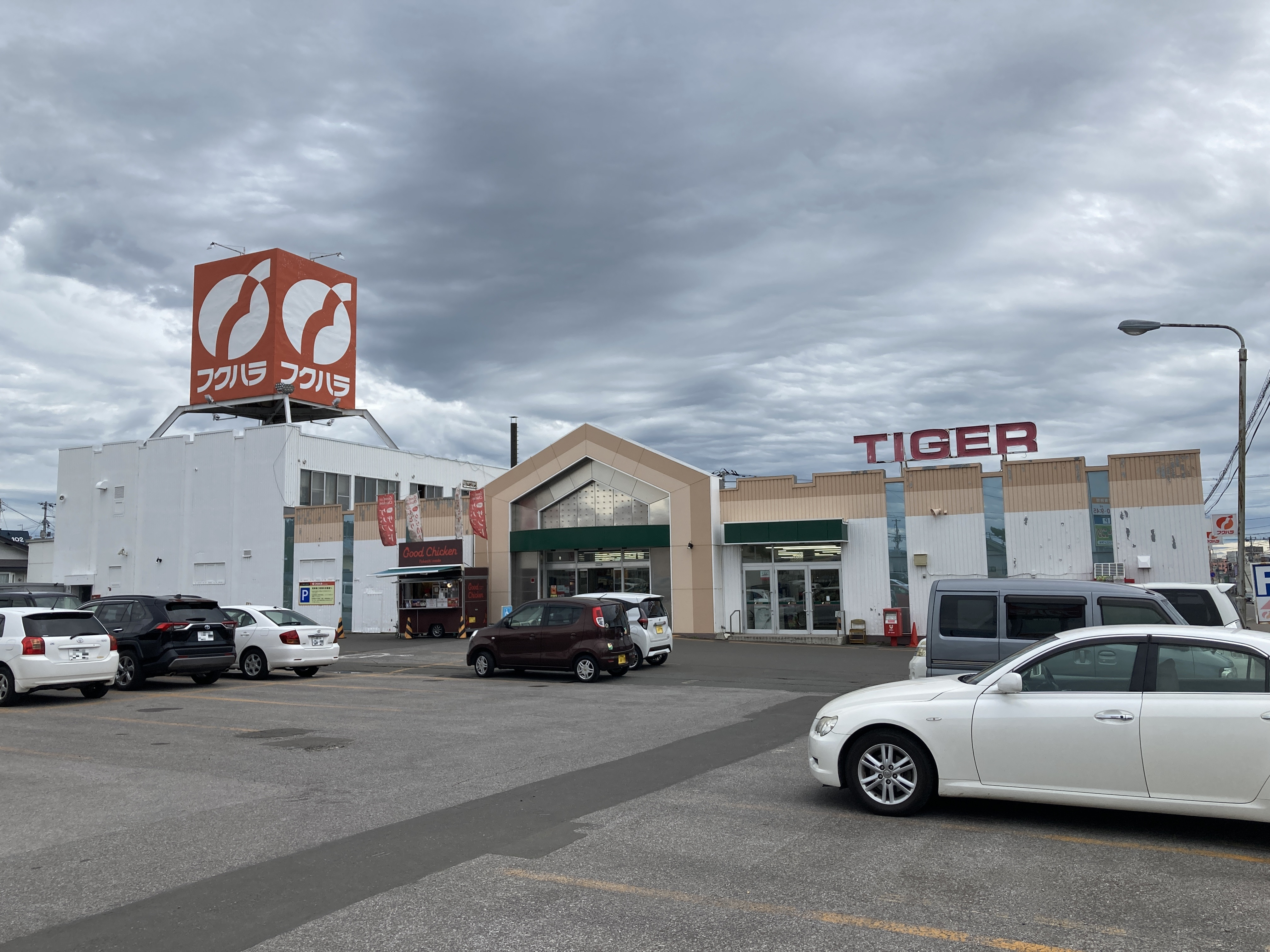
フクハラタイガー店（北見市）
元・スーパーうらべ店舗

以下の2店舗は道東ラルズ（現・道東アークス）に移管され（前述）、店舗ブランドが「フクハラ」のままとなっているものである。いずれも北見地区に所在。
- タイガー店
- 三輪店 （1997年（平成9年）10月開店[49]）

### 過去に存在した店舗
帯広市内
- 中央店（2013年（平成25年）1月20日閉店[50][51]）
- 同月駅前ビル店（1996年（平成6年）11月閉店[40]）
- ニュータウン店 （1997年（平成9年）6月5日開店[49][52]）
- 東2条店
- 緑西店
- 西帯広2丁目店（1997年（平成9年）6月5日開店[49][52]、ぴあざフクハラ西帯広店開店により店名変更した。）
- 大空店（2016年（平成28年）9月30日閉店）
- 西5条店（2018年(平成30年)9月30日閉店）[53]
- 長崎屋店（2023年(令和5年)9月30日閉店。2011年（平成23年）9月に閉鎖した旧長崎屋帯広店の旧食品売場に同年11月に開店[54]。旧長崎屋帯広店のビルは2024年（令和6年）3月末での全館閉館が決まっていたが、フクハラでは同店の売り上げが低迷しているとして全館閉館を待たず、2023年9月末に閉店することになった[55]。）

十勝地区
- 中鹿追店　昭和30年代に松本呉服店跡に開店（1992年（平成4年）頃閉店。）
- 池田店（1996年（平成6年）11月閉店[40]）
- 広尾店（2014年（平成26年）10月28日閉店、るるマート店へ統合。）

北見地区
- ぴあざフクハラ桜町店（2000年（平成12年）10月開店[21]、業態転換して2010年（平成22年）11月19日にスーパーアークス桜町店として新装開業した[56]。）
- とん田西町店（1996年（平成6年）3月開店、2012年（平成24年）3月閉店[40][57]）

釧根地区
- アベニュー店 （2003年（平成15年）9月6日に開業した[58]アベニュー946のグリーンキャロットの後継店舗として2006年（平成18年）12月26日に開店したが[59]、2011年（平成23年）4月12日に閉店することになった[60][48]。）
- 鳥取店（2011年（平成23年）4月9日閉店[48]）
- ビッグハウス釧路店（元十條サービスセンター。近接地にスーパーアークス鳥取大通店を開店させるため、2019年4月22日閉店。跡地にはDCMホーマック(後のDCM)が建物を新築して出店[61](2020年11月26日開店[62])。）

札幌地区
- 上野幌店（1991年(平成3年)11月開店[63]、1996年（平成6年）11月閉店[40]）
- 島松店
- 恵み野店

## 不祥事
- 2015年2月18日から10月10日にかけ、「フクハラ西5条店」で、前日に売れ残ったアメリカ産やカナダ産の輸入豚肉を「北海道産豚肉」と偽って販売していたことが明らかになり、2016年1月14日付で食品表示法に基づき道から改善指示を受けた[64]。

内部通報があり同社が帯広保健所に偽装を申告し、道が調査していた。道は、消費期限も偽装表示していたとして同法に基づく行政指導も行った。

## その他
- 然別湖に神田日勝・平山郁夫・サルバドール・ダリ等の作品を収蔵する個人美術館併設の宿泊施設「しかりべつ湖ホテル福原」を経営していたが、耐震基準に対応できないため2017年に休館し、札幌の不動産会社へと売却された。
  - かつて、山田温泉に「然別湖ホテル福原別館 山田温泉」も経営していたが、2016年に鹿追町へ施設譲渡している。
- 旅行代理店を運営していたが、2018年9月に同じアークスグループのエルディに事業を譲渡、「アークストラベル」となった[66]。帯広支店がフクハラの「いっきゅう店」に併設して運営されていた（本店は札幌市）ものの、2021年3月20日をもって閉店した[67]。

## テレビ番組
- 日経スペシャル ガイアの夜明け ようこそニッポン!観光革命（2005年2月22日、テレビ東京）[68] - 北海道十勝・然別湖畔のホテル「福原」支配人・坂本昌彦の台湾戦略を取材。